# Università di Bucarest
L'Università di Bucarest (in romeno Universitatea din București) è una storica istituzione d'alta formazione scientifica e umanistica di Bucarest.

## Storia

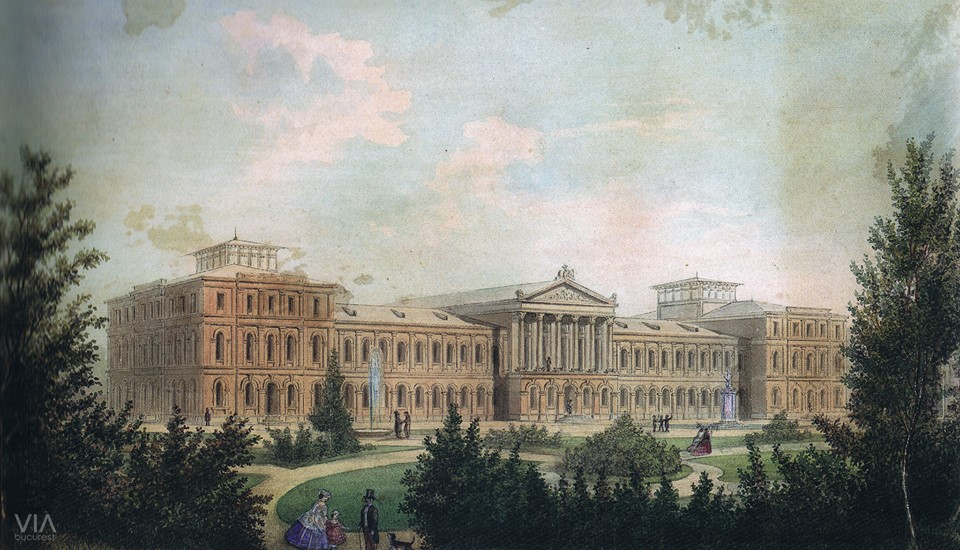
Il progetto originale dell'edificio principale dell'Università, realizzato da Alexandru Orăscu nel 1857

Nel 1694 Constantin Brâncoveanu, sovrano di Valacchia, fondò l'Accademia del Principe di San Sava a Bucarest con lezioni tenute in greco. Nel 1776, Alexander Ypsilantis (1725–1805), riformò il curriculum della Accademia di San Sava, dove venivano impartiti corsi in francese, in italiano e in latino. Nel 1859, fu introdotta la Facoltà di Giurisprudenza. Nel 1857, Carol Davila fece realizzare la Scuola Nazionale di Medicina e Farmacia. Nel 1857, venne depositata la prima pietra per la costruzione del palazzo universitario.
Fu nel luglio del 1864 che il principe Alessandro Giovanni Cuza istituì per decreto l'attuale università, che riuniva allora le Facoltà di Giurisprudenza, Scienze e Lettere, in una sola istituzione. Negli anni seguenti, furono creati nuovi istituti universitari: nel 1884 la Facoltà di Teologia; nel 1906 l'Istituto di Geologia; nel 1913 l'Istituto Accademico di Elettrotecnica; nel 1921 la Facoltà di Veterinaria; nel 1923 la Facoltà di Farmacia; nel 1924 l'Istituto di Medicina Legale intitolato a Mina Minovici.

Nel 1956, i leader studenteschi della Romania organizzarono un programma di proteste pacifiche contro il regime comunista, ma furono represse dall'esercito.
Dopo il 1989 l'area intorno all'edificio antico dell'Università fu il principale teatro di scontri e proteste della rivoluzione romena tra la società e le forze di sicurezza. Durante i mesi di aprile e giugno del 1990, la comunità studentesca fu al centro delle proteste anti-comuniste.

## Galleria d'immagini

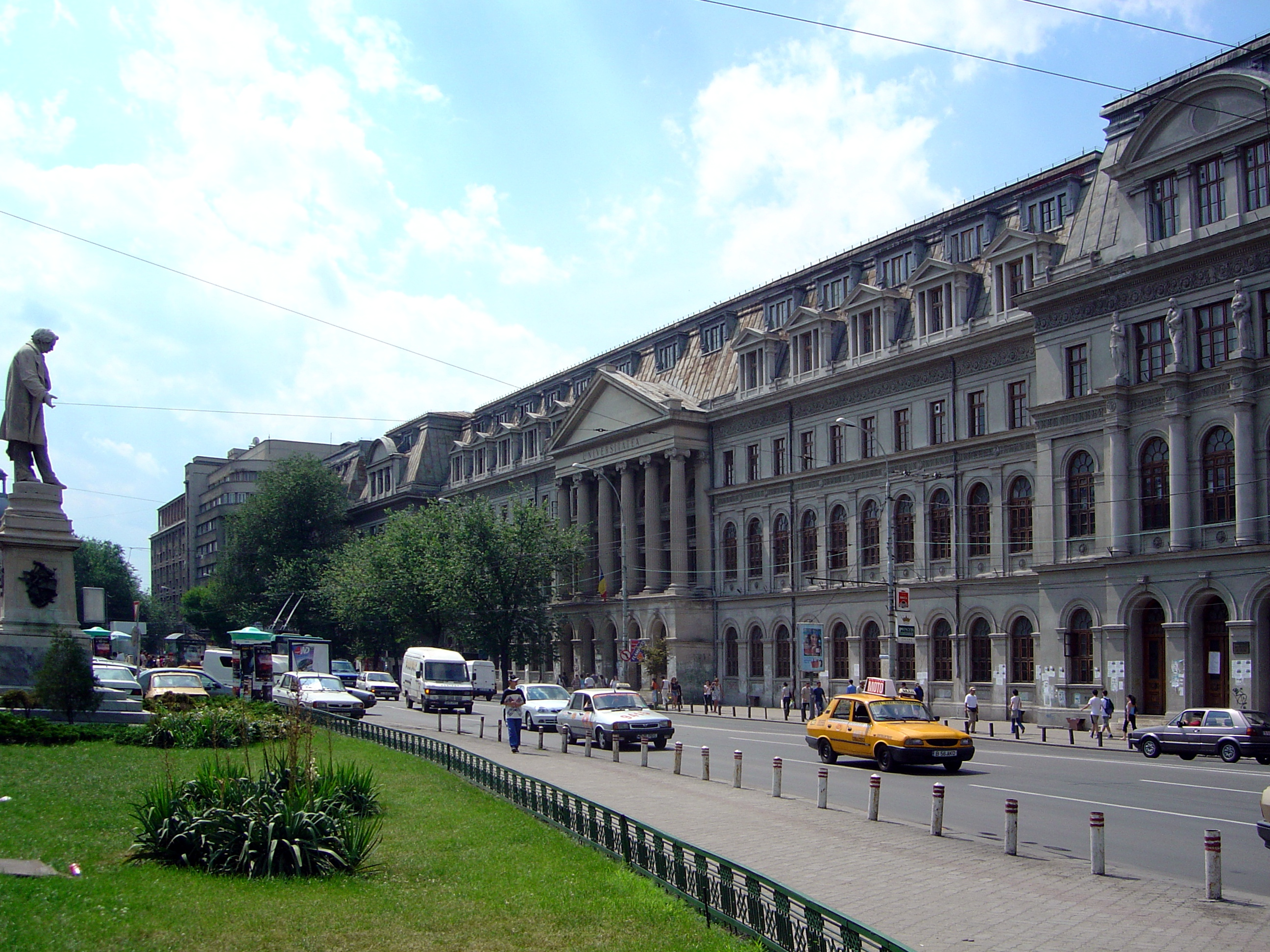
Sede storica dell'amministrazione universitaria
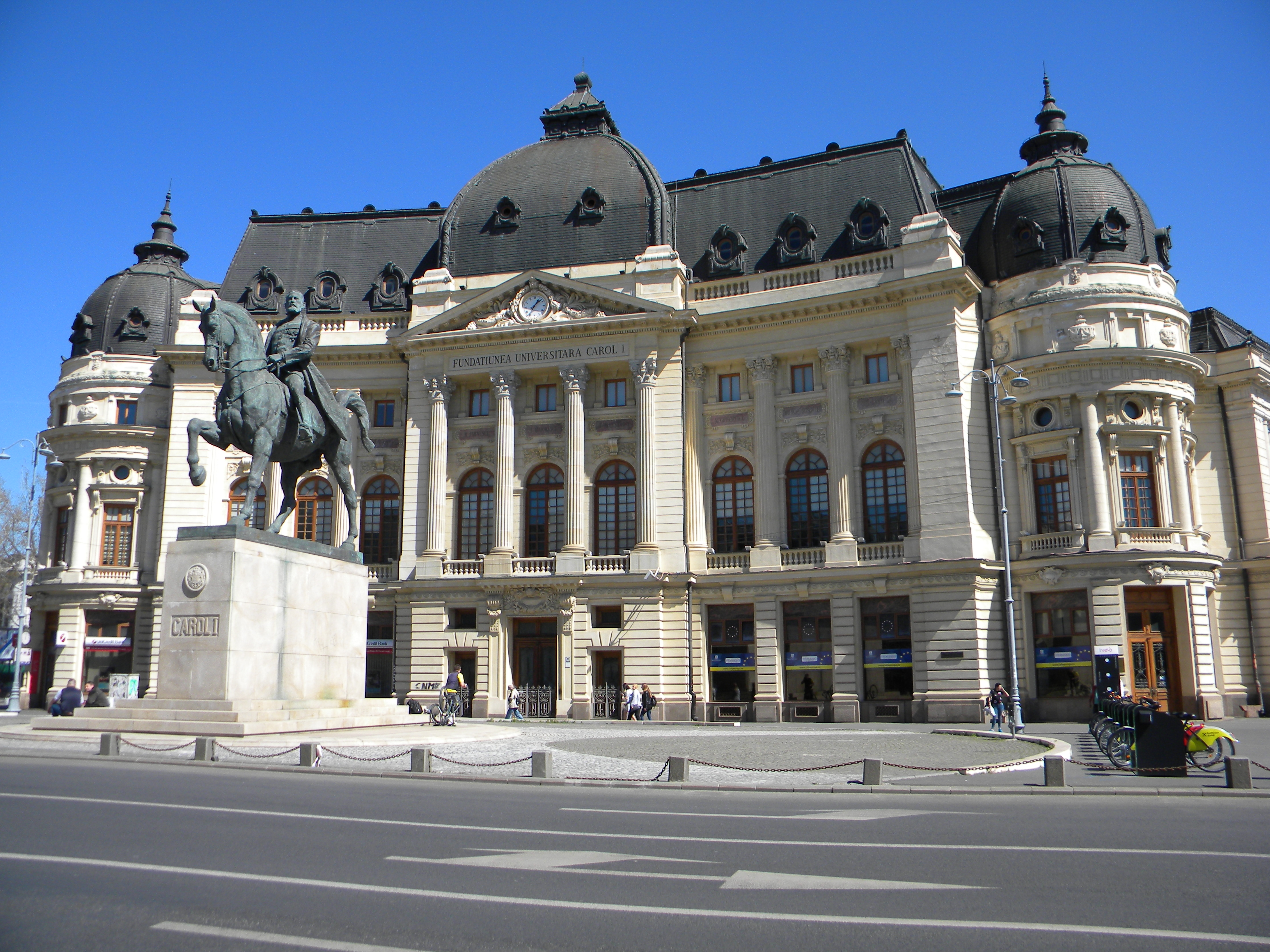
La Biblioteca Centrală Universitară (Biblioteca centrale universitaria), che ha sede in una ricca struttura neobarocca